# عمرو بن إياس
عمرو بن إياس الغساني صحابي جليل من قبيلة غسان من أهل اليمن وكان حليفاً لقبيلة الخزرج من الأنصار شهد مع النبي محمد ﷺ غزوة بدر وغزوة أحد.